# IEEE 준이치 니시자와 메달
IEEE 준이치 니시자와 메달(IEEE Jun-ichi Nishizawa Medal)에 관한 문서이다.
2002년에 IEEE(전기전자공학자협회)는 기존 수상 프로그램에 새로운 표창을 추가했다. 매년 한 명 이상의 후보자에게 일본 마이크로 전자공학의 아버지로 여겨지는 니시자와 준이치의 이름으로 메달이 수여된다. 니시자와는 일본 센다이 소재 도호쿠 대학의 교수, 두 연구소 소장, 제17대 총장을 역임했으며 레이저, PIN 다이오드, 전력 응용 분야용 정전 유도 사이리스터 등 광 통신 및 반도체 장치 분야에서 중요한 혁신에 기여했다.
이 메달은 IEEE에서 매년 재료 과학 및 장치 기술 분야의 후보자에게 수여된다.
이 상의 후원자는 일본 전력회사연맹이다.